# Liste des souverains de Khatchen
La liste des souverains de Khatchen, principauté arménienne, reprise ci-dessous est celle proposée par Cyrille Toumanoff.

## Origine
Selon Cyrille Toumanoff, le premier prince de Khatchen est l’Haykide Atrnerseh Ier (mort après 855), fils cadet de Sahak II, roi de Siounie occidentale ou Gegharkunik tué en 831. Robert Hewsen fait quant à lui remonter la lignée à Sahl Smbatean.
Après son union avec la princesse Spram, fille et héritière de Varaz-Terdat II (tué en 821), prince de Gardam et d’Albanie du Caucase, Atrnerseh Ier acquiert ces deux titres que ses descendants continuent de porter jusqu’à Sahak-Sévada Ier (mort en 922). 
Jusqu’aux frères Jean-Sennachérib II (vers 1000) et Grégoire II (vers 1000-1003/1004), les princes de Khatchen maintiennent leur prétention au titre de prince d’Albanie du Caucase. Leur neveu et successeur Grégoire III (vers 1080) se limite ensuite au seul titre de prince de Khatchen. 
De cette dynastie sont également issus deux titulaires de l’évêché de Haghpat et de Sanahin ainsi que de nombreux catholicos d’Albanie du Caucase.

## Haykides

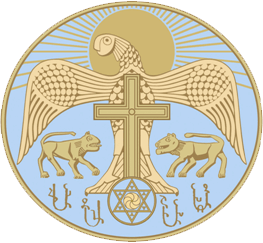
Blason des Hasan-Jalalyan.

- 821-853 : Atrnerseh Ier, prince de Gardam et d’Albanie du Caucase ;
- 853- ??? Ktritch, prince de Gardam et d’Albanie du Caucase, son fils ;
- 855-881 : Grégoire Ier Naren, son frère, prince de Gardam et d’Albanie du Caucase ;
- 881-898 : Aboulis, son fils, prince de Gardam et d’Albanie du Caucase ;
- 898-910 : Atrnerseh II, son frère, prince de Gardam et d’Albanie du Caucase ;
- 910-922 : Sahak-Sévada Ier, son frère, prince de Gardam et d’Albanie du Caucase ;
- vers 955 : Sennachérib Ier, son fils, prince d’Albanie du Caucase ;
- vers 980 : Sévada II, son fils, prince d’Albanie du Caucase ;
- 980-1000 : Jean Sennachérib II, son fils, prince d’Albanie du Caucase ;
- 1000-1003/1004 : Grégoire II, son frère, prince d’Albanie du Caucase ;
- vers 1080 : Grégoire III, fils de Philippe, son neveu, prince de Khatchen ;
- vers 1142 : Vakhtank Ier Sakar, son fils ;
- 1142-1182 : Hasan Ier le Grand, son fils, qui meurt moine en 1201, roi titulaire de Siounie[3] ;
- 1182-1214 : Vakhtank II Tonkik, son fils, prince de Khatchen ; 
  - Vakhtank le Cadet, (mort en 1214) son frère, à la forteresse de Hal'erk ;
  - Grégoire le Noir vers 1205, son frère, prince de Tzar ;
  - Vasak-Smbat vers 1210/1215-1240, son frère, prince de Dizak-Varanda ;
- 1214-1265/1266 : Djalal Ier Daula-Hasan II, fils de Vakhtank II, roi d’Artsakh et de Balk[4] ;
- 1265/1266-1289/1290 : Atabek Ier, son fils ;
- 1289/1290-1311 : Djalal II, son fils ;
- vers 1350 : Atabek II, son fils ;
- vers 1417 : Djalal III, son fils ;
- vers 1443 : Albast, son fils ;
- vers 1457 : Sayton /Aytoun, son fils.

## Méliks
Les dynastes ou méliks de Khatchen appartiennent à la dynastie des Hasan-Jalalyan, dite par Cyrille Toumanoff « Hasan-Djalalides », issue des princes précédents ou d’autres familles liées qui usurpent le titre. Certains sont en même temps abbés/évêques de Gandzasar. La liste suivante n’est pas exhaustive et la chronologie reste à affiner. 
- 1457-1467 : Hatir, fils de Sayton/Aytoun ;
- 1467-1491 : Velidjan Ier, son frère ;
- vers 1520 : Mehrab, fils de Hatir ;
- vers 1550 : Djalal IV, son fils ;
- vers 1590 : Veldjan II, son fils ;
- vers 1630 Balthasar, son fils ;
- vers 16 ??- 1686 : Veldjan III, son fils ;
- 1686-1716 : Moulki Ier, son frère ;
- 1716-1747 : Grégoire, son fils, abbé de Gandzasar ;
- 1747- 1755: Allahverdi Ier, son frère, exécuté par Panah Ali Khan du Karabagh ;
- 1755-1775 : Mirzabek Daniel ;
- 1775-1813 : Allahverdi II Astuatsatur, son fils.

Annexion à l’Empire russe à partir de 1813.